# 天石立神社
天石立神社（あまのいわたてじんじゃ）は奈良県奈良市柳生町の岩戸谷にある神社。戸岩山という小高い山の北麓、標高330メートルの山中に本殿を有たず、鎮座する巨岩を直接拝する形態をとる。『延喜式神名帳』に「天乃石立神社」と記載される式内社で旧社格は村社。
柳生一族の修練の場だったと伝わる。
社辺は戸岩谷と称し鬼滅の刃のモチーフとなったとされる「一刀石」をはじめとする巨岩、巨石が累々とする景勝地で、沢庵によって「柳生十景」の一に数えられ、「万年渓」と名付けられた。

## 祭神
扉形に3つに割れた花崗岩の巨岩「前伏磐」、「前立磐」、「後立磐」の3石の周囲の樹間に注連縄を張り廻らし、これを神体として祀る。「前立磐」は「神戸（かんべ）岩」とも称すが、他の2岩とともに天岩戸の扉石が落ちてきたものという。また昭和28年（1953年）に南西の崖から落ちてきた丸形の「きんちゃく岩」を加え祀っている。
前立磐
豊磐牖命（とよいわまどのみこと）の神体岩で「天岩立神社」とも称す。板形、高さ6.0m、幅7.3m、厚さ1.2m。
後立磐
櫛磐牖命（くしいわまどのみこと）の神体岩で「天岩吸神社」とも称す。板形。
前伏磐
天岩戸別命（あまのいわとわけのみこと）の神体岩で「天立神社」とも称す。板形、1.2m、幅約7m、厚さ1.2m。
きんちゃく岩
天照大姫命（あまてらすおおひめのみこと、天照大御神）の神体岩で「日向神社」とも称す。丸形、幅7m、高さ7m。
各岩の祭神は『玉栄拾遺』に依るが、いずれ巨石を神霊の依代と見る古代日本における自然崇拝の好例として注目される。
なお、鎮座地一帯に分布する巨石のそれぞれにも、全て3,123柱の神々が宿るとしている。

## 由緒
本殿もなく巨岩そのものを神体として崇める太古からの祭祀の形態を遺す古社で、創祀の年代など詳らかにすべくもない。鎮座地後方に聳える戸岩山にかけての到る所にも巨石が見られるほか、柳生を初めとする奈良市の山間部には巨岩、巨石に対する信仰の形跡が多く見られ、大柳生町に鎮座する夜支布山口神社の摂社立盤神社等も巨岩上に社を構えている。
平安時代の『延喜式神名帳』には小社として記載され、社伝によれば神代の昔、天岩戸の故事に基づいて創祀されたという。即ち、手力男命が天岩戸を開いた時にその扉石が当地に飛来したもので、「神の宮居の戸」の謂いから「神戸岩」とも称したという。また、当地一帯は関白藤原頼通の時代に春日大社に神領として寄進されたが、その折には神戸岩が鳴動したといい、近世初頭に至るまで皇室に慶事ある度に鳴動を繰り返したという。
柳生宗厳（柳生石舟斎）が当神社で剣術の修行をしたと伝え、江戸時代には柳生藩の歴代藩主から崇敬された。柳生宗弘（俊方）の寄進にかかる宝永2年（1705年）銘の石灯籠や同俊平による寛保2年（1742年）銘のそれが残されており、柳生家の菩提寺である芳徳寺には寛永2年（1625年）の奥書のある当神社の縁起書、『神戸岩縁起』が伝わっている。
明治になって村社に列したが、同7年（1874年）の『神社明細帳』には「戸磐谷神社」とされていた。

## 祭祀
柳生町に地域を分けて交替で神主を勤める「まわり神主」のしきたりがあり、「神主」に当たった者は正月に神体岩の注連縄を張り替える事になっているが、それ以外の平素は八坂神社の宮座が世話をしている。

## 社殿
上述のように本殿を有せず神体岩の東方、きんちゃく岩の脇に瓦葺の簡素な拝殿だけが在る。神体岩と拝殿の間に柳生藩主寄進による石灯籠2基が建ち、かつては宗弘（俊方）が宝永2年に建立した能舞台が設けられていたが、現在は柳生町八坂神社へ移築され、同神社の拝殿に代用されている。

## 一刀石

一刀石

神社の北方100m程隔たった所にある、全体で長さ 8m、幅7m、高さ2mの花崗岩であるが、中央付近で斜め一直線に割れている。上泉信綱と試合をして敗れた石舟斎宗厳が3年間この地で毎夜天狗を相手に剣術修行をし、ある夜一刀のもとに天狗を切ったと思えば実はこの岩であったと伝え、現に岩面に天狗の足跡が残るという。ちなみに宗厳はこの修行で無刀の極意を悟り、柳生新陰流の始祖となったという。

## 交通
- JR奈良駅または近鉄奈良駅から奈良交通バス柳生・邑地中村行に乗車し50分、「柳生」下車、徒歩15分

## 周辺
- 芳徳寺
- 旧柳生藩家老屋敷
- 柳生陣屋
- 正木坂剣禅道場
- 小山田家分家